# Apatura vulgaris
Apatura vulgaris är en fjärilsart som beskrevs av Johann Andreas Benignus Bergsträsser 1771. Apatura vulgaris ingår i släktet Apatura och familjen praktfjärilar. Inga underarter finns listade i Catalogue of Life.